# 勒蒂埃勒
勒蒂埃勒（法語：Le Thuel，法語發音：[lə tɥɛl]）是法国上法蘭西大區埃纳省的一个市镇，属于拉昂区。

## 地理
勒蒂埃勒（49°38'58"N, 4°4'37"E）面积7.06 平方千米，位于法国上法蘭西大區埃纳省，该省份为法国北部内陆省份，北起北部省，西接索姆省和瓦兹省，东临阿登省和马恩省，西南至塞纳-马恩省，东北部与比利时接壤。
与勒蒂埃勒接壤的市镇（或旧市镇、城区）包括：贝尔利斯、迪济勒格罗、蒙卢埃、努瓦尔库尔、雷讷维尔。

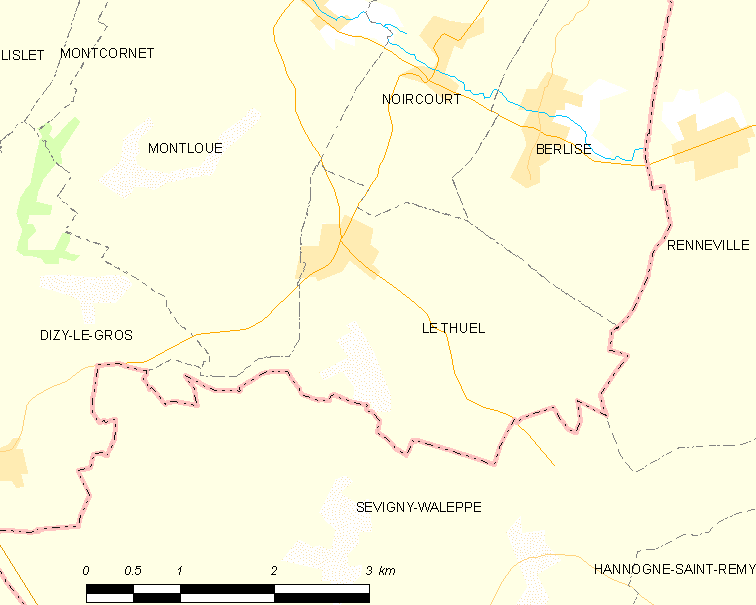
勒蒂埃勒的OSM定位图

勒蒂埃勒的时区为UTC+01:00、UTC+02:00（夏令时）。

## 行政
勒蒂埃勒的邮政编码为02340，INSEE市镇编码为02743。

## 政治
勒蒂埃勒所属的省级选区为韦尔万县。

## 人口

1962-2008年间勒蒂埃勒人口变化图示

勒蒂埃勒于2022年1月1日时的人口数量为155人。